# 알렉상드르 트뤼도
알렉상드르 에마뉘엘 "사차" 트뤼도(프랑스어: Alexandre Emmanuel "Sacha" Trudeau, 1973년 12월 25일 ~ )는 캐나다의 영화 제작자, 언론인, 작가이다. 캐나다의 전 총리 피에르 트뤼도와 마거릿 트뤼도의 차남이며, 캐나다의 현 총리 쥐스탱 트뤼도의 동생이다.